# فرد لي
فرد لي (بالإنجليزية: Fred Lee)‏ (8 يناير 1871 في المملكة المتحدة - 18 نوفمبر 1914) هو لاعب كريكت بريطاني (وحمل سابقاً جنسية المملكة المتحدة لبريطانيا العظمى وأيرلندا). لعب مع Kent County Cricket Club ‏ ونادي مقاطعة سومرست للكريكت ‏.